# Etienne Goethals
Etienne Charles Angèle José Ghislain Jean Goethals (Brugge, 6 juni 1945) is emeritus eerste voorzitter van het Belgisch Hof van Cassatie.

## Familie
Jonkheer Etienne Goethals stamt uit de oude Kortrijkse familie Goethals. Hij behoort tot een tak die in 1925 in de persoon van drie gebroeders Goethals, onder wie zijn grootvader Charles Goethals (1870-1944), erfelijke opname in de Belgische adel bekwam. De wapenspreuk van de familie luidt En tout bien et tout droit. 
Hij is de zoon van Roger Goethals (1910-1979), en van Marie-José de la Kethulle de Ryhove (1916-1999).
Hij is getrouwd met Claudine de Schietere de Lophem (°1947) en ze hebben vier zoons. Zijn hoge ambt in Brussel heeft hem niet belet in Brugge te blijven wonen.

## Levensloop
Goethals is doctor in de rechten, licentiaat criminologie en gediplomeerde in Europese studies aan de universiteit van Nancy.
Hij doorliep de rechterlijke hiërarchie, als parketmagistraat bij de rechtbank van eerste aanleg in Brugge, substituut procureur-generaal en advocaat-generaal bij het hof van beroep in Gent, raadsheer en vervolgens afdelingsvoorzitter bij het Hof van Cassatie in Brussel. Hij was onder meer onderlegd in het milieurecht.
Hij werd op 21 maart 2012 voorgedragen, bij koninklijke besluit van 24 april 2012 benoemd en op 7 juni 2012 legde hij de eed af en werd hij geïnstalleerd als Eerste voorzitter van het Hof van Cassatie, in opvolging van Ghislain Londers.
Hij was ook plaatsvervangend rechter bij het Benelux-Gerechtshof.
In maart 2014 bereikte hij het emeritaat en werd opgevolgd door ridder Jean de Codt (°1955) die op 2 april de eed aflegde en op 23 april plechtig geïnstalleerd werd.

## Uitspraken
Goethals was uiteraard bij heel wat (soms spraakmakende) uitspraken van het Hof van Cassatie betrokken, als raadsheer, verslaggever of voorzitter. Als voorzitter was hij onder meer betrokken bij:
- Cassatie-uitspraak 2 mei 2011: verwerpen van het verzoek tot verbreking van het assisenvonnis tegen Els Clottemans.
- Cassatie-uitspraak 24 mei 2011: met wijziging van rechtspraak betreffende het lokaliseren van GSM-signalen, waarbij voorgeschreven wordt dat voor deze opzoekingen de toelating van een onderzoeksrechter noodzakelijk is.
- Cassatie-uitspraak 31 mei 2011: verwerpen van het verzoek door het openbaar ministerie tot verbreking van de vrijspraak in de zaak KBLux.

## Varia
Hij is sinds 1976 lid van de Edele Confrérie van het Heilig Bloed, hij was er proost van in 1980 en 1995.

## Publicaties
- Goethals is mede-auteur van de Larcier Wetboeken, meer bepaald van Deel VII, gewijd aan het leefmilieurecht.
- Rapport de la Cour de Cassation de Belgique sur le droit pénal de l'environnement, in: Le droit de l'environnement, Porto-Novo, 2008.
- Rapport de la Cour de cassation de Belgique sur l’influence des conventions internationales sur le droit interne de l’environnement, 2008
- Rapport de synthèse sur l’influence des conventions internationales sur le droit interne de l’environnement, 2008
- L'émergence du droit humanitaire et du droit pénal international, in: Internationalisation du droit, internationalisation de la justice, Ottawa, 2010